# تاناکا گی‌ایچی
تاناکا گی‌ایچی از سال ۱۹۲۷ تا سال ۱۹۲۹ نخست‌وزیر ژاپن و همچنین از ۲۰ آوریل ۱۹۲۷ تا ۲ ژوئیه ۱۹۲۹ وزیر امورخارجه ژاپن بود.